# Антуан д'Омон де Рошебарон
Антуан д'Омон де Рошебарон (фр. Antoine d'Aumont de Rochebaron; 1601 — 11 січня 1669) — військовий діяч Французького королівства, 1-й герцог д'Омон, маркіз Вількер, граф де Верзе, барон д'Естрабонн, маршал Франції.

## Життєпис
Походив з шампанського шляхетського роду д'Омон. Онук маршала Жана VI д'Омона Другий син Жака II д'Омона та Шарлотти де Вількер.
Розпочав службу при дворі короля Людовика XIII. Вперше відзначився у війську в 1621 році при облозі Монтобана під час чергового повстання гугенотів. Отримав поранення під час облоги Ла-Рошелі — в 1627 році на острові Ре. 1628 року був учасником зайняття цього міста. 1629 року брав участь у захоплені фортеці Сузе.
1629 року був призначеним капіталом королівських гвардійців. 1633 року стає кавалером Ордену Святого Духа. 1636 року призначено губернатором Булоні, стратегічно важливого міста поряд з Іспанськими Нідерландами. 1637 року відбив напад іспанців на французькі володіння. За цим брав участь в облозі Гесдіна 1639 року, Арраса 1640 року і Ейр-сюр-ля-Ліса 1641 року.
1646 року отримав звання генерал-лейтенанта. Протягом того ж року брав участь в захоплені міста Кортрейк, фортеці Мурдейк і Дюнкерк. 1647 року відзначився при облозі Ланса, а наступного року — в битві біля Ланса.
1649 року з початком Фронди залишився вірним королівському двору та кардиналу Мазаріні. 1650 року в битві під Ретелем проти фрондерів та іспанців на чолі із Тюренном керуював правим флангом королівського війська і забезпечив повну перемогу над Тюренном. За це невдовзі став маршалом Франції.
1662 року призначений губернатором Парижу. 1665 року стає герцогом та пером Франції. У 1667 року очолив одну з армій в Деволюційній війні проти Іспанії. Діяв спочатку уздовж фландрського узбережжя, зайнявши міста Берг і Верне. Потім рушив до Артуа, де захопив Куртре і Ауденарде. Слідом за цим зайняв Армантьєр і Брюгге.
По завершенню війни 1668 року повернувся до Парижа, де помер 1669 року від апоплексії.

## Родина
Дружина — Катерина Скарон де Воре
Діти:
- Луї-Марі-Віктор (1632—1704), 2-й герцог д'Омон
- Шарль (д/н—1695), абат монастиря Сен-П'єр в Юзерші
- Єлизавета (д/н—1717), дружина графа Шарля де Брольйо
- Катерина-Марі (д/н—1708), аббатиса монастиря Сен-Жюльєн-дю-Пре